# Robert Glință
Robert Andrei Glință (n. 18 aprilie 1997, Pitești, România) este un fost înotător român.

## Biografie
A fost campion mondial de juniori la 100 m spate în 2015 cu un timp de 54,30 secunde (în bazin olimpic), calificându-se pentru Jocurile Olimpice de vară din 2016 de la Rio de Janeiro. Deține recordul mondial pentru juniori și recordul național pentru seniori pe această distanță (în bazin scurt), cu un timp de 50,72 secunde.
Primul sport pe care l-a practicat a fost karate, apoi s-a apucat de natație sub conducerea lui Viorel Ciobanu la CSM Pitești. La sfârșitul anului 2015 s-a transferat la CSU Cluj, fiind student la Facultatea de Psihologie și Științe ale Educației din cadrul Universității Babeș Bolyai.
A fost singurul înotător român care a ajuns în faza finalelor la Jocurile Olimpice de vară din 2016 de la Rio de Janeiro. Rezultatele complete la această importantă competiție fiind: locul 8, în proba de 100m spate, cu timpul de 53 de secunde și 50 de sutimi (în semifinale - 54:34 - nou record național al României) și locul 18, în proba de 200m spate, cu timpul de 1 minut, 57 de secunde și 91 de sutimi.
Din toamna anului 2016 este student la Universitatea Babeș-Bolyai, Facultatea de Psihologie și Științe ale Educației. În luna martie a anului 2017, a semnat cu Dinamo București.  La Campionatul European din 2020 de la Budeapesta a cucerit medalia de aur la 100 m spate.
La Jocurile Olimpice de la Tokio, alături de Simona Radiș, a fost portdrapelul României la ceremonia de deschidere. În 2023 s-a retras din activitate.

## Carieră

### Debut
Robert Andrei Glință a intrat pentru prima dată în Bazinul Olimpic Pitești la vârsta de 9 ani (anul 2006), cu intenția de a învăța să înoate. Inițierea a durat puțin, sub ghidarea profesorului Florin Puia. După doar două luni, avea să fie recomandat pentru grupa de performanță, sub coordonarea antrenorului Viorel Ciobanu, în cadrul clubului CSM Pitești.

### Cluburi și antrenori
Între anii 2006 și 2013, s-a pregătit cu profesorul Viorel Ciobanul, fiind legitimat la Clubul Sportiv Municipal Pitești (CPT), activând în cadrul Bazinului Olimpic din Pitești.
Din luna octombrie a anului 2013, Robert decide să se mute fără familie la Baia Mare (jud. Maramureș), pentru a intra sub îndrumarea profesorului antrenor Adrian Gherghel  - director al clubului sportiv și al instituției de învățământ Liceul cu Program Sportiv Baia Mare - cu care se pregătește până în prezent. Din motive birocratice complexe, a rămas însă legitimat la CSM Pitești până în luna august a anului 2015.
Fiind admis la Facultatea de Educație Fizică și Sport din cadrul Universității Babeș Bolyai - Cluj Napoca, din luna septembrie a anului 2015 se transferă la Clubul Sportiv al Universității Cluj (CSU), însă își continuă antrenamentele la Baia Mare, în cadrul Bazinului Olimpic Gheorghe Demeca.

### Palmares național, în competiții oficiale ale Federației Române de Natație și Pentatlon Modern (FRNPM)

#### 2008 (11 ani)
- iulie, cu ștafeta CPT - un loc III (4x50m liber);

- noiembrie, la individual - un loc III (50m fluture); cu ștafeta  CPT - un loc II (4x50m liber) și un loc III (4x50m mixt).

#### 2009 (12 ani)
- martie, la individual - un loc I (200m mixt), un loc II (200m libe)  și locul III la general în clasamentul Campionatului Național de Poliatlon; cu ștafeta CPT - un loc I (4x100m mixt), un loc II (4x100m liber) și un loc III (4x50m liber);

- iunie, la individual - un loc II (200m mixt) și două locuri III (50m fluture și 400m liber); cu ștafeta CPT - trei locuri III (4x100m liber, 4x50m mixt și 4x50m liber);

- decembrie, la individual - două locuri I (100m fluture și 400m liber), trei locuri II (100m bras, 200m bras și 200m mixt) și două locuri III (50m fluture și 100m liber).

#### 2010 (13 ani)
- martie, la individual - un loc I (200m mixt), două locuri II (100m bras și 200m liber) și două locuri III (100m spate și 50m liber), plus locul al II-lea în clasamentul general al Campionatului Național de Poliatlon; cu ștafeta CPT - două locuri I (4x100m liber și 4x100m mixt) și un loc II (4x50m liber);

- iulie, la individual - trei locuri I (100m fluture, 100m bras și 800m liber) și trei locuri II (200m bras, 400m liber și 200m mixt); cu ștafeta CPT - un loc I (4x100m liber) și două locuri II (4x100m mixt și 4x50m liber);

- decembrie, campionat de semifond, doar concurs individual, pentru probe cumulate pe distanțele de 100m și 400m - trei locuri I (liber, fluture și spate) și un loc II (bras).

#### 2011 (14 ani)
- aprilie, la individual - zece locuri I (100m fluture, 200m fluture, 50m spate, 100m spate, 200m spate, 200m liber, 400m liber, 800m liber, 200m mixt și 400m mixt) și un loc II (100m bras); cu ștafeta CPT - un loc I (4x200m liber), un loc II (4x100m mixt) și un loc III (4x100m liber);

- iulie, campionat pentru categoria sa de vârstă (14 ani), la individual - nouă locuri I (50m spate, 100m spate, 200m spate, 200m fluture, 200m mixt, 400m mixt, 200m liber, 400m liber și 800m liber), un loc II (100m fluture) și un loc III (100m liber); cu ștafeta CPT - un loc I (4x200m liber) și două locuri II (4x100m mixt și 4x100 m liber);[12]

- decembrie, campionat național pentru juniori II (14-16 ani), cu ștafeta CPT - un loc II (4x200m mixt) și un loc III (4x200m liber - cu un Nou Record Național pentru băieți, 14 ani).

#### 2012 (15 ani)
- aprilie (4 - 8), campionat național pentru juniori (14-18 ani), la individual - un loc II (100m spate - cu un Nou Record Național pentru băieți 15 ani); cu ștafeta CPT - un loc I (4x100m mixt), un loc II (4x200m liber) și un loc III (4x100m liber);

- aprilie (19 - 22), campionat național pentru juniori II (14-16 ani), la individual - șapte locuri I (50m spate, 100m spate, 200m spate, 50m fluture, 100m fluture, 100m liber și 200m mixt) și un loc II (50m liber); cu ștafeta CPT - trei locuri I (4x200m liber, 4x100m liber și 4x100m mixt);

- iunie, campionat național pentru juniori (14-18 ani), la individual - un loc II (50m liber) și două locuri III (50m spate și 100m spate - cu Nou Record Național pentru băieți 15 ani); cu ștafeta CPT - un loc III (4x200m liber);

- iulie, campionat național pentru juniori II (14-16 ani), la individual - opt locuri I (50m liber, 100m liber, 50m fluture, 100m fluture, 50 m spate - cu Nou Record Național pentru băieți 15 ani, 100m spate- cu Nou Record Național pentru băieți 15 ani, 200m spate și 200m mixt); cu echipa CPT - trei locuri I (4x100m mixt, 4x200m liber și 4x100 liber - cu Nou Record Național pentru băieți 15 ani);

- decembrie, campionat național pentru juniori II (14-16 ani), la individual - două locuri II (400m spate și 200m mixt cu două Noi Recorduri Naționale - în serii și în finală); cu ștafeta CPT - două locuri I (4x200m mixt și 4x200m liber - cu Nou Record Național pentru băieți 15 ani) și un loc II (4x200 mixt în clasamentul Juniorilor 14-18 ani).

#### 2013 (16 ani)
- aprilie (3 - 7), campionat național de seniori și juniori 14-18 ani, la individual - patru locuri I (50m spate juniori, 100m spate juniori, 100m spate seniori, 50m liber juniori), un loc II (50m spate seniori) și două locuri III (200m liber juniori și 200m spate juniori); cu ștafeta CPT - două locuri II (4x100m liber juniori și 4x200m liber juniori); în clasamentul general al juniorilor - locul al III-lea după punctajul obținut conform Tabelei Internaționale de Punctaj (748p - 100m spate);

- aprilie (18-21), campionat național pentru juniori II (14-16 ani), la individual - opt locuri I (50m spate, 100m spate, 200m spate, 50m liber, 100m liber, 50m fluture, 100m fluture și 200m mixt); cu ștafeta CPT - trei locuri I (4x100m liber, 4x200m liber și 4x100m mixt)

- iunie, campionat național de seniori și juniori 14-18 ani, la individual - trei locuri I (50m spate juniori, 100m spate juniori și 200m spate juniori), patru locuri II (100m spate seniori, 200m spate seniori, 50m liber juniori, 200m liber juniori) și un loc III (50m spate seniori); cu ștafeta CPT - două locuri II (4x100m liber și 4x200m liber); în clasamentul general al juniorilor - locul al II-lea după punctajul obținut conform Tabelei Internaționale de Punctaj (735p - 100m spate);

- iulie, campionat național pentru juniori II (14-16 ani), participă la o singură probă (datorită deplasării la FOTE) - la individual, un loc I (50m spate);

- decembrie, campionat național pentru juniori (14-18 ani), participă doar la individual: nouă locuri I (100m liber juniori I - cu Nou Record Național pentru băieți 16 ani, 100m liber juniori II, 200m liber juniori I, 200m liber juniori II, 100m spate juniori I - cu Nou Record Național pentru băieți 16 ani, 100m spate juniori II, 200m spate juniori II, 200m mixt juniori I și 200m mixt juniori II).

#### 2014 (17 ani)
- aprilie, campionat național de seniori și juniori 14-18 ani, participă numai la individual: opt locuri I (50m spate seniori, 50m spate juniori - cu Nou Record Național pentru juniori 18 ani, 100m spate seniori, 100m spate juniori cu Nou Record Național pentru juniori 18 ani, 200m spate seniori, 200m spate juniori, 50m liber juniori, 200m liber juniori) și un loc III (50m liber seniori); locul I în clasamentul juniorilor, după punctajul obținut conform Tabelei Internaționale de Punctaj (809p - 100m spate);

- iulie, campionat național de seniori și juniori 14-18 ani, participă numai la individual: șapte locuri I (50m spate juniori, 100m spate seniori, 100m spate juniori, 200m spate seniori, 200m spate juniori, 50m liber juniori, 50m fluture juniori) și un loc II (50m spate seniori);  locul I în clasamentul juniorilor, după punctajul obținut conform Tabelei Internaționale de Punctaj (783p - 100m spate);

- noiembrie, campionat național de seniori și juniori 17-18 ani, în bazin scurt (25m), participă numai la individual, fără a lua startul în proba de 100m spate: cinci locuri I (50m spate juniori - cu două Noi Recorduri Naționale pentru juniori 18 ani, 200m spate seniori, 200m spate juniori, 200m liber juniori și 100m mixt juniori - cu un Nou Record Național pentru juniori 18 ani) și trei locuri II (50m spate seniori, 100m mixt seniori și 200m liber seniori);  locul I în clasamentul juniorilor, după punctajul obținut conform Tabelei Internaționale de Punctaj (765p - 50m spate);

- decembrie, campionat național de juniori, participă numai la trei probe individuale: trei locuri I (100m spate, 200m spate și 200m liber).

#### 2015 (18 ani)
- martie: campionat național de seniori și juniori, participă numai la individual: opt locuri I (50m spate seniori, 50m spate juniori, 100m spate seniori, 100m spate juniori, 200m spate seniori, 200m spate juniori, 50m liber juniori, 100m liber juniori), un loc II (100m liber seniori) și un loc III (50m liber seniori); locul III în clasamentul OPEN, după punctajul obținut conform Tabelei Internaționale de Punctaj (800p - 100m spate);

- iulie: Campionatele Internaționale ale României: individual - patru locuri I (50m spate juniori, 100m spate juniori, 50m liber juniori, 100m liber juniori), trei locuri II (50m spate seniori, 100m spate seniori, 200m spate juniori) și două locuri III (200m spate seniori, 100m  liber seniori); cu ștafeta României - un loc I (4x100m liber - cu un nou Record Național de seniori);

- noiembrie, campionat național de seniori, tineret și juniori, în bazin scurt (25m), (participă doar în primele zile ale competiței, datorită deplasării la Campionatele Europene de Seniori) - individual: trei locuri I (50m spate tineret, 200m spate seniori, 200m spate tineret) și un loc II (50m spate seniori);  cu ștafeta UCJ: un loc I (4x50m liber masculin) și un loc II (4x50m mixt combinat).

#### 2016 (19 ani)
- martie: campionat național de seniori, la individual - două locuri I (50m spate, 100m spate), trei locuri II (200m spate, 100m liber, 100m fluture) și un loc III (50m liber); cu ștafeta UCJ - 4 locuri I (4x100m mixt masculin, 4x100m liber combinat, 4x200m liber masculin, 4x100m liber masculin); locul al II-lea în clasamentul celor mai bune performanțe, după Tabela Internațională de Punctaj (845p - 100m spate);

- mai: Campionatele Internaționale ale României: individual - trei locuri I (50m spate, 100m spate, 200m spate) și un loc III (100m liber); cu ștafeta României un loc I (4x100m liber) și cu ștafeta UCJ un loc I (4x100m mixt - cu un nou Record Național de seniori), locul al III-lea în clasamentul general (masculin și feminin) al celor mai bune performanțe, după Tabela Internațională de Punctaj (874p - 100m spate).
- noiembrie: campionat național de seniori în bazin scurt (25m): nouă locuri I, din care șapte în probele individuale (50m spate, 100m spate, 200m spate, 100m mixt, 200m mixt, 100m fluture și 200m liber) și două în probele de ștefetă - UCJ (4x50m liber masculin și 4x50m liber combinat) și două locuri II, cu ștafeta UCJ (4x50m mixt combinat și 4x50m mixt masculin).

### Palmares internațional, în competiții oficiale ale L.E.N., F.I.N.A., E.O.C. și I.O.C.

#### 2012 (15 ani)
- Concursul Țărilor Central Europene, Zilina (rezervat juniorilor II, cu vârste de 15 și 16 ani), la individual - un loc II (cu două Noi Rercorduri Naționale, băieți 15 ani și băieți 16 ani, în proba de 100m spate), un loc IV, un loc VI și un loc VII; cu ștafeta României - trei locuri IV (cu un Nou Record Național în proba de 100m liber, fiind primul schimb în ștafeta de 4x100m liber)

#### 2013 (16 ani)
- Grand Prix Sarcelles, Val de France, circuit Golden Lanes (rezervat seniorilor și juniorilor, clasament open), un loc II (cu două Noi Rercorduri Naționale, în proba de 50m spate - băieți 16 ani și juniori 18 ani), un loc IV și un loc XII

- Festivalul Olimpic al Tineretului European, Utrecht, Olanda (rezervat juniorilor de 15-16 ani): un loc III, (cu două Noi Recorduri Naționale, în proba de 50m spate - băieți 16 ani și juniori 18 ani, în proba de 100m spate), un loc V, un loc VIII, un loc IX și un loc XIV.

- Campionatul Mondial de Juniori 15 – 18 ani, Dubai, E.A.U.: un loc XIV (cu două Noi Recorduri Naționale - băieți 16 ani și juniori 18 ani, în proba de 50m spate).

- Concursul Țărilor Central Europene, Belgrad, Serbia, (rezervat juniorilor II, cu vârste de 15 și 16 ani), la individual - trei locuri I, un loc II și un loc III; cu ștafeta României - două locuri III; șase Noi Recorduri Naționale (pentru băieți 16 ani în probele de 50m liber, 100m liber, 100m fluture, 100m spate, 200 m spate și unul pentru juniori 18 ani în proba de 100m spate); Câștigător al Trofeului Competiției (Cel mai bun înotător participant la concurs).

#### 2014 (17 ani)
- Grand Prix Sarcelles, Val de France-Paris, martie, Franța: trei locuri I (cu un Nou Record Național la juniori 18 ani - 50 m spate); câștigător al Premiului „Cel mai bun înotător”, conform clasamentului celor mai bune performanțe (pe bază de punctaj).

- Campionatul Balcanic de Juniori, 17-18 ani, Larissa, aprilie, Grecia, la individual - un loc I și un loc II; cu ștafeta României - două locuri III și 3 recorduri naționale ale echipei României, în probele de 4 x 100m liber, 4 x 100m mixt si 4 x 200m liber.

- Grand Prix Mare Nostrum – Canet, iunie, Franta (concurs de seniori): locurile VII și X, cu trei Noi Recorduri Naționale pentru juniori 18 ani  (două în probele de 50 m spate - în serii și în finală -  și unul în cea de 100m spate);

- Grand Prix Mare Nostrum – Barcelona, iunie, Spania (concurs de seniori): două locuri IX, cu un record național pentru juniori 18 ani, în proba de 100m spate;

- Campionatul European de Juniori 17-18 ani – Dodrecht, iulie, Olanda: locurile VI și VII;

- Jocurile Olimpice de Tineret 16-18 ani – Nanjing, august, China: locurile V, VII (cu două Noi Recorduri Naționale pentru juniori 18 ani, în probele de 100m spate și 50m spate) X, XI și XIII.

- Campionatele Internaționale ale Austriei, noiembrie, Viena, bazin 25m (rezervat seniorilor și juniorilor, clasament open): trei locuri I, cu două Noi Recorduri Naționale de juniori (în serii și în finala probei de 100m spate;

- Campionatul Mondial de Seniori, bazin scurt (25m) – Doha, decembrie, Qatar: locurile XXI (200m spate) - cea mai bună clasare românească la această competiție, XXII (100m spate), XXXI (50m spate), cu cinci Noi Recorduri Naționale (pentru juniori 18 ani - 200m spate, pentru juniori 18 ani - 100m spate, pentru seniori - 100m spate, pentru juniori 18 ani - 50m spate și pentru seniori - 50m spate)

#### 2015 (18 ani)
- Grand Prix Sarcelles, Val de France-Paris, martie, Franța: două locuri I  și un loc II; Câștigător al Premiului „Cel mai bun înotător”, conform clasamentului pe bază de punctaj al celor mai bune performanțe.

- Campionatul Balcanic de Juniori, 17-18 ani, aprilie, Oradea, la individual - patru locuri I și un loc II; cu ștafeta României - un loc I și două locuri II; Câștigător al trofeului Cel mai bun înotător, băiat (la egalitate cu un alt sportiv din Grecia), conform clasamentului pe bază de punctaj al celor mai bune performanțe.

- Jocurile Europene de Tineret 17-18 ani, Baku, iunie, Azerbaijan: locurile IV (50m spate) și VII (100m spate).

- Campionatele Mondiale de Seniori, Kazan, august, Rusia - la individual, locurile XXII (50m spate) și XXX (100m spate), cu două Noi Recorduri Naționale de Juniori, în aceste două probe; cu ștafeta României - locul XVI, cu un Nou Record Național al României, în proba de 4x100m liber.

- Campionatele Mondiale de Juniori – Singapore, august: locul I (100 m spate), cu timpul de 54.30, cu un Nou Record al Campionatelor Mondiale de Juniori și alte două noi recorduri naționale de juniori (unul în semifinală și celălalt în finală) și locul VII (100m liber), cu trei noi recorduri naționale de juniori (câte unul în fiecare etapă: calificări, semifinale și finală), în proba de 100 m liber).

Timpul de 54:30 a fost sub baremul A (de 54:34) care asigura calificarea înotătorilor în proba de 100m spate la Jocurile Olimpice de la Rio de Janeiro (din august 2016), ceea ce l-a făcut pe Robert Glință primul înotător român calificat la această competiție.
În proba de 50 m spate, a fost descalificat în faza seriilor (deși avusese cel mai bun timp), pentru parcurs pe sub apă mai lung de 15m, de la startul cursei.
- Campionatele Europene in bazin scurt (25m), Netanya, Israel, decembrie - la individual: locurile VI, XV și XVI, cu un Nou Record Mondial de Juniori pentru bazin de 25m (în proba de 100m spate) și patru Noi Recorduri Naționale, două de seniori și două de juniori (50m spate și 100m spate); cu ștafeta României: locul VI, cu un Nou Record Național în proba de 4x100m liber.

#### 2016 (19 ani)
- Concurs Internațional Lyon, martie, Franța: două locuri I; Câștigător al Premiului „Cel mai bun înotător”, conform clasamentului pe bază de punctaj al celor mai bune performanțe.

- Campionatele Europene de Seniori, Londra, mai, Marea Britanie - la individual, locurile VI (100m spate), VII (50m spate) și XIV (200m spate), cu două Noi Recorduri Naționale de Seniori (50m spate și 100m spate); cu ștafeta României - locul VI, cu un Nou Record Național al României, în proba de 4x100m liber[13].

- Jocurile Olimpice de vară din 2016 – Rio de Janeiro, august, Brazilia: locurile VIII (100 m spate)[14][15] - cu un Nou Record Național de Seniori și XVIII (200m spate)
- Etapa de Cupă Mondială Tokio, octombrie, Japonia (în bazin scurt - 25m): un loc V (200m spate) și două locuri VI (50m spate și 100m spate), cu patru Noi Recorduri Naționale (câte unul în probele de 50m spate și 200m spate și două în proba de 100m spate)[16];
- Concurs Internațional North Sea Swim Meet, noiembrie, Norvegia (în bazin scurt - 25m): trei locuri I (50m spate, 100m spate și 200m spate), un Nou Record Național (200m spate) și cinci Noi Recorduri ale Competiției (câte două în probele de 50m spate și 100m spate - în calificări și în "superfinale" și unul în proba de 200m spate - în "superfinală"); trofeul pentru Cea mai Bună Performanță la masculin (877 de puncte, pentru proba de 100m spate, câștigată cu timpul de 51 de secunde și doisprezece sutimi)[17].

### Palmares internațional, în competiții amicale

#### 2011 (14 ani)
- Concurs Hodmezovasarhely, Ungaria: un loc I , patru locuri II și un loc V
- Concurs Pamina Bad Berzabern, Germania: două locuri II, un loc III și un loc IV
- Concurs Cupa Orca Bratislava, Slovacia: patru locuri I și un loc III

#### 2012 (15 ani)
- Concurs Hodmezovasarhely, Ungaria: trei locuri I și un loc III
- Concurs Pamina Bad Berzabern, Germania: cinci locuri I
- Concurs Cupa Orca Bratislava, Slovacia: patru locuri I și un loc III

#### 2013 (16 ani)
- Concurs Hodmezovasarhely, februarie, Ungaria: două locuri I și un loc II
- Concurs Berlin, martie, Germania: un loc I, două locuri II și un loc III; trei noi recorduri naționale pentru juniori 16-18 ani (50m spate și 100m spate x 2 - în serii și în finală)
- Concurs Viena, iunie, Austria: șase locuri I și un loc II

## Recoduri naționale stabilite
| Anul | Individual | Cu ștafeta de club | Cu ștafeta României | TOTAL | Probe |
| ---- | ---------- | ------------------ | ------------------- | ----- | --- |
| 2011 | 0          | 1                  | 0                   | 1     | 4X200m liber, băieți 14 ani |
| 2012 | 10         | 2                  | 0                   | 12    | 100m spate, băieți 15 ani 50m spate, băieți 15 ani 200m mixt, băieți 15 ani 100m liber, băieți 15 ani 100m spate, băieți 16 ani 4x100m liber, băieți 15 ani 4x200m liber, băieți 15 ani |
| 2013 | 18         | 0                  | 0                   | 18    | 50m spate, băieți 16 ani 50m spate, juniori 18 ani 100m spate, băieți 16 ani 100m spate, juniori 18 ani 50m liber, băieți 16 ani 100m liber, băieți 16 ani 100m fluture, băieți 16 ani 200m spate                                                                                            |
| 2014 | 20         | 0                  | 3                   | 23    | 50m spate, juniori 18 ani 100m spate, juniori 18 ani 50m spate (b 25m), jun. 18 ani 100m spate (b 25m), jun. 18 ani 200m spate (b 25m), jun. 18 ani 50m spate (b25), seniori 100m spate (b25), seniori 4x100m liber, juniori 18 ani 4x200m liber, juniori 18 ani 4x100m mixt, juniori 18 ani |
| 2015 | 18         | 0                  | 3                   | 21    | 50m spate, juniori 18 ani 100m spate, juniori 18 ani 100m liber, juniori 18 ani 50m spate (b25), seniori 50m spate (b25), juniori 100m spate (b25), seniori 100m spate (b25), juniori 4x100m liber, seniori 4x100m liber (b25), seniori                                                      |
| 2016 | 8          | 3                  |                     |       | 50m spate, seniori 100m spate, seniori 4x100m mixt, seniori 50m spate, bazin 25m 100m spate, bazin 25m 200m spate, bazin 25m |

## Premii și distincții speciale

### 2012
- Sportivul Anului înot - CSM Pitești[26]

### 2013
- Sportivul Anului înot - CSM Pitești[27]
- Cel mai bun Sportiv Argeșean DJTS Argeș[28]
- Sportivul Anului juniori - Federația Română de Natație și Pentatlon Modern[29]

### 2014
- Tânăr Argeșean de Succes - Consiliul Județean Argeș [30]
- Sportivul Anului înot - CSM Pitești[31]

### 2015
- Trofelul Juniorul Anului 2015 în România - în cadrul "Balului Junior Sport"[32]
- Cel mai bun Înotător al Anului în România - Federația Române de Natație și Pentatlon Modern][33][34]
- Nominalizat pentru Premiul "Generația Digi Sport" [35]
- Sportivul Anului - CSM Pitești[36] [37]

### 2016
- Cetățean de Onoare al comunei Bascov-Argeș[38][39]
- Premiul de Excelență - Săbătorile Argeșului și Muscelului
- Premiul de Excelență în sport - Cotidianul [Argeșul Liber] [40]
- Nominalizat la Premiul de Excelență în cadrul Galei "Zece pentru Argeș" - Consiliul Județean Argeș[41]
- Sportivul Anului "Clubului Sportiv Universitar Cluj Napoca"[42]
- Cel mai bun Înotător al Anului în România - Federația Română de Natație și Pentatlon Modern[43]